# Tushka (Oklahoma)
Tushka es un pueblo ubicado en el condado de Atoka en el estado estadounidense de Oklahoma. En el año 2010 tenía una población de 312 habitantes y una densidad poblacional de 	164,21 personas por km².

## Geografía
Tushka se encuentra ubicado en las coordenadas 34°19′10″N 96°9′59″O / 34.31944, -96.16639 (34.319552, -96.166265).

## Demografía
Según la Oficina del Censo en 2000 los ingresos medios por hogar en la localidad eran de $17,404 y los ingresos medios por familia eran $26,250. Los hombres tenían unos ingresos medios de $18,438 frente a los $15,357 para las mujeres. La renta per cápita para la localidad era de $10,547. Alrededor del 17.5% de la población estaban por debajo del umbral de pobreza.